# Bogumił Borowski
Bogumił Andrzej Borowski (ur. 23 lipca 1943 w Lublinie, zm. 2014) – polski polityk, poseł na Sejm III kadencji.

## Życiorys
Ukończył studia na Wydziale Rolniczym Szkoły Głównej Gospodarstwa Wiejskiego w Warszawie (1967) oraz na Wydziale Samochodów i Maszyn Roboczych Politechniki Warszawskiej (1973). Posiadał stopień naukowy doktora, z zawodu był ekonomistą.
W 1993 bez powodzenia kandydował do Sejmu z listy Polskiego Stronnictwa Ludowego. W wyborach samorządowych w kolejnym roku został wybrany na radnego gminy Warszawa-Centrum z ramienia komitetu Samorządy Pragi-Północ-PSL-Ekolodzy-Emeryci. W 1997 uzyskał mandat posła III kadencji. Został wybrany w okręgu warszawskim z listy Sojuszu Lewicy Demokratycznej (należał wówczas do Polskiej Partii Zielonych, która w trakcie kadencji weszła w skład partii SLD). Zasiadał w Komisji Integracji Europejskiej, Komisji Nadzwyczajnej do rozpatrzenia projektów ustaw dotyczących problematyki ubezpieczeń społecznych oraz Komisji Ochrony Środowiska, Zasobów Naturalnych i Leśnictwa. W 2001 bez powodzenia ubiegał się o reelekcję z listy SLD-UP. Od 1998 do 2002 zasiadał także w Radzie m.st. Warszawy; w kolejnych wyborach lokalnych nie kandydował.